# Комплекс Arp2/3
Ко́мплекс Arp2/3 (англ. Arp2/3 complex) — семисубъединичный белковый комплекс, играющий ключевую роль в регуляции актинового цитоскелета. Этот комплекс является наиболее крупным компонентом актинового цитоскелета и имеется в большинстве клеток, обладающих актиновым цитоскелетом. Две его субъединицы ARP2 и ARP3 (англ. Actin-Related Proteins — родственные актину белки) по структуре очень близки к мономерному актину и служат сайтами нуклеации для новых актиновых филаментов. Комплекс Arp2/3 прикрепляется сбоку к исходному («материнскому») филаменту и инициирует рост нового («дочернего») филамента под характерным углом 70° к исходному филаменту. В результате нуклеации таких дочерних филаментов формируется разветвлённая актиновая сеть. Регуляция перестроек актинового цитоскелета важна для таких процессов, как передвижение клетки, фагоцитоз и внутриклеточные перемещения липидных везикул.
Комплекс Arp2/3 получил название после того, как в 1994 году был выделен из клеток простейшего Acanthamoeba castellanii путём аффинной хроматографии, хотя он был изолирован ещё в 1989 году, во время исследований, посвящённых поиску белков, связывающихся с актиновыми филаментами у зародышей плодовой мушки Drosophila melanogaster. Этот комплекс имеется у большинства эукариот, однако отсутствует у некоторых хромальвеолят и некоторых растений.

## Полимеризация актина при участии Arp2/3
Многие родственные актину молекулы могут создавать свободные, доступные для полимеризации концы у существующих актиновых филаментов, декэпируя или разрезая их и используя в качестве коров для нуклеации актина. Однако комплекс Arp2/3 отличается от этих белков тем, что стимулирует полимеризацию актина, создавая новый кор нуклеации. В формировании актинового филамента самой первой стадией является нуклеация актина. Функционирование Arp2/3 в качестве кора для нуклеации активируется белками семейства синдрома Вискотта — Олдрича (WASP, N-WASP, WAVE и WASH). V-домен белка WASP взаимодействует с мономерами актина, а его СА-участок связывается с комплексом Arp2/3 и создаёт кор нуклеации. Однако нуклеация de novo с последующей полимеризации недостаточна для формирования сложных актиновых сетей, поскольку новосинтезированные филаменты не связаны с уже имеющимися филаментами. Поэтому комплекс Arp2/3 связывается с предсуществующими филаментами, так что новые актиновые филаменты могут расти из старых, формируя, таким образом, функциональный актиновый цитоскелет. Благодаря кэпирующим белкам полимеризация актина ограничена только областью, активированной  Arp2/3, и на удлинённые актиновые филаменты тоже насаживается кэп, чтобы предотвратить их деполимеризацию и таким образом сохранить их.
Таким образом, комплекс Arp2/3 контролирует и нуклеацию полимеризации актина, и ветвление филаментов. Более того, в ходе Arp2/3-опосредованной полимеризации актина наблюдается явление автокатализа: новосинтезированные актиновые филаменты активируют другие комплексы Arp2/3, облегчая формирование разветвлённых актиновых сетей.
Механизм инициации синтеза актиновых филаментов посредством Arp2/3 является предметом споров. Непонятно, в каком месте этот комплекс связывается с актиновым филаментом и начинает нуклеацию дочернего филамента. Были предложены две модели этого процесса. Большинство учёных сходятся на модели бокового ветвления, согласно которой комплекс Arp2/3 связывается с одной из сторон предсуществующего актинового филамента в точке, отличной от сайта нуклеации; эта модель подтверждается и недавними исследованиями. Хотя получить представление о кристаллической структуре с высоким разрешением по этому вопросу не удалось, данные электронной микроскопии и биохимические данные о нуклеации филаментов и механизмах кэпирования посредством комплекса Arp2/3 поддерживают гипотезу бокового ветвления. Альтернативная модель ветвления с освобожденного конца утверждает, что Arp2/3 связывается только с открытыми концами растущих филаментов, разрешая дальнейшее удлинение исходного филамента и его разветвление. Эта модель была получена на основе кинетического анализа и оптической микроскопии, однако в научном сообществе она имеет значительно меньше сторонников.

## Функции в клетке
Комплекс Arp2/3 важен для различных специализированных клеточных процессов, в которых принимает участие актиновый цитоскелет. Он локализуется в тех местах клетки, где наблюдается динамическая активность актиновых филаментов: в макропиноцитозных углублениях, на ведущем конце движущейся клетки (ламеллоподия), а также в подвижных актиновых бляшках у дрожжей. У млекопитающих и социальной амёбы Dictyostelium discoideum актин необходим для фагоцитоза. Комплекс Arp2/3 также участвует в установлении полярности клетки, а также в миграции слоёв фибробластов в модели «повреждение-исцеление» (англ. wound-healing model). В ооцитах млекопитающих комплекс Arp2/3 участвует в асимметричном делении ооцитов и отделении полярного тельца, которое происходит из-за нарушения миграции веретена деления (уникальная особенность деления ооцитов), а также цитокинезе. Более того, эндопатогенные организмы, такие как Listeria monocytogenes и Shigella используют комплекс Arp2/3 для резких движений, зависимых от полимеризации актина. Комплекс Arp2/3 также регулирует внутриклеточные передвижения эндосом, лизосом, пиноцитозных везикул и митохондрий. Недавние исследования показали, что комплекс Arp2/3 необходим для полярного роста клеток у растений. Мутации Arp2/3 у Arabidopsis thaliana приводят к ненормальной организации актиновых филаментов, что, в свою очередь, сказывается на удлинении трихом, клеток гипокотиля и корневых волосков.